# 塞爾多比內
50°15′25″N 37°23′57″E / 50.25694°N 37.39917°E
塞爾多比內（烏克蘭語：Сердобине）是位於烏克蘭東部的村莊，由哈爾科夫州丘胡伊夫区的沃夫昌斯克市鎮負責管轄。該村始建於1640年，面積0.32平方公里，海拔高度174米，2001年人口38，人口密度每平方公里119.1人。